# L'Esquerra pel Dret a Decidir
L'Esquerra pel Dret a Decidir (La Izquierda por el Derecho a Decidir, en catalán) fue una coalición electoral española formada para concurrir a las elecciones al Parlamento Europeo de 2014. La formaron los partidos independentistas Esquerra Republicana de Catalunya, Nova Esquerra Catalana y Catalunya Sí. Según el dictamen de la Junta Electoral Central, L'Esquera pel Dret a Decidir es considerada la sucesora de Europa de los Pueblos-Verdes, la coalición que ERC lideró en las elecciones europeas de 2009, y que consiguió un escaño.

## Formación de la candidatura
En las elecciones europeas de 2009, Esquerra Republicana de Catalunya lideró la coalición Europa de los Pueblos-Verdes, que obtuvo un eurodiputado. La lista, encabezada por Oriol Junqueras incluía también a Los Verdes y a diversos partidos de izquierda nacionalista e independentista, como Aralar, Eusko Alkartasuna o el Bloque Nacionalista Galego (BNG). Seguía así una larga colaboración con Eusko Alkartasuna en anteriores comicios europeos, encuadrada en su afiliación a la Alianza Libre Europea, de la que ambos eran fundadores.
Sin embargo, la conformación de una candidatura de la que formase parte ERC estuvo condicionada por el proceso soberanista catalán. Un año antes de las elecciones europeas de 2014, ERC empezó a considerar las distintas opciones disponibles. Una de ellas consideraba la posibilidad de continuar la candidatura en la que había participado en 2009, considerando aliarse con la izquierda abertzale y el Bloque Nacionalista Galego (BNG). La otra planteaba la unión de las fuerzas que apoyaban la celebración de un referéndum de autodeterminación en Cataluña. Esta fue la primera opción considerada. Inicialmente Esquerra se mostró favorable a la propuesta hecha por Convergència Democràtica de Catalunya (CDC), el partido del presidente de la Generalidad de Cataluña, Artur Mas, para crear una candidatura unitaria catalana con ERC, CDC, Unió Democràtica de Catalunya, Iniciativa per Catalunya Verds y la Candidatura d'Unitat Popular. Esta disposición positiva a integrar una candidatura exclusivamente catalana contrastó con la propuesta hecha por los partidos que componían EH Bildu (algunos de los cuales habían compartido candidatura con ERC en Europa de los Pueblos-Verdes). Mientras tanto, a finales de noviembre de 2013, ERC procedió a elegir a su cabeza de lista, el filósofo, no afiliado al partido, Josep Maria Terricabras. La iniciativa exclusivamente catalana no fructificó finalmente, debido a la oposición de varios de los miembros provisionales de la candidatura. ICV rechazó compartir candidatura con CiU, en tanto que las difíciles relaciones entre UDC y ERC (ambos acusaron al otro partido de no querer realmente la coalición) se sumaron a los problemas. Finalmente, la candidatura no llegó a fructificar.
Paralelamente, tanteaba la opción de retomar la antigua fórmula de Europa de los Pueblos-Verdes y crear una coalición en toda España compuesta por partidos nacionalistas que abogasen por la autodeterminación de sus respectivos territorios, prosiguiendo las negociaciones Euskal Herria Bildu (EH Bildu), BNG, la CUP y SI (Chunta Aragonesista se excluyó de las negociaciones alegando su lejanía con los postulados independentistas de ERC y EH Bildu). Las formaciones catalanas CUP y SI decidieron no participar en las elecciones y finalmente fue ERC quien descartó el acuerdo, a pesar de la buena disposición de EH Bildu. Las razones esgrimidas por ERC fueron su intención de centrar en «el derecho a decidir de las naciones sin Estado» la plataforma electoral de la candidatura (algo que sí compartía con EH Bildu), pero centrándose en el escenario catalán. También citó la necesidad de situar el programa en el terreno de la «socialdemocracia» y «el centro-izquierda» y su intención de incorporar independientes.
Aunque dejó abierto la posibilidad de colaborar con el Bloque Nacionalista Galego, y mantuvo contactos con el Partido Socialista de Mallorca (PSM) y con Compromís, finalmente, Esquerra Republicana decidió crear una lista electoral fundamentalmente catalana y de izquierdas, con su aliado en las elecciones generales de 2011 y las autonómicas de 2012, Catalunya Sí (el BNG pactó finalmente con EH Bildu, el PSM decidió no participar y Compromís formó Primavera Europea con Equo). Además, logró un acuerdo con la formación Nova Esquerra Catalana (NECat), liderada por Ernest Maragall, exdirigente del Partido de los Socialistas de Cataluña (PSC), que incluía la entrada de varios candidatos en la lista, así como una colaboración para otros asuntos más allá de las elecciones europeas (el partido de Maragall ya había reclamado un año antes la creación de una lista unitaria de los partidos catalanistas para las europeas). La candidatura integraba también a algunos miembros de la asociación Socialisme, Catalunya i Llibertat, compuesta de antiguos militantes del PSC y de Ciutadans pel Canvi que habían abandonado el PSC en desacuerdo con su postura respecto al proceso soberanista.
Més per Mallorca (MÉS), que no se presentó a las elecciones, recomendó votar a Primavera Europea o a L'Esquerra pel Dret a Decidir.

## Candidatura

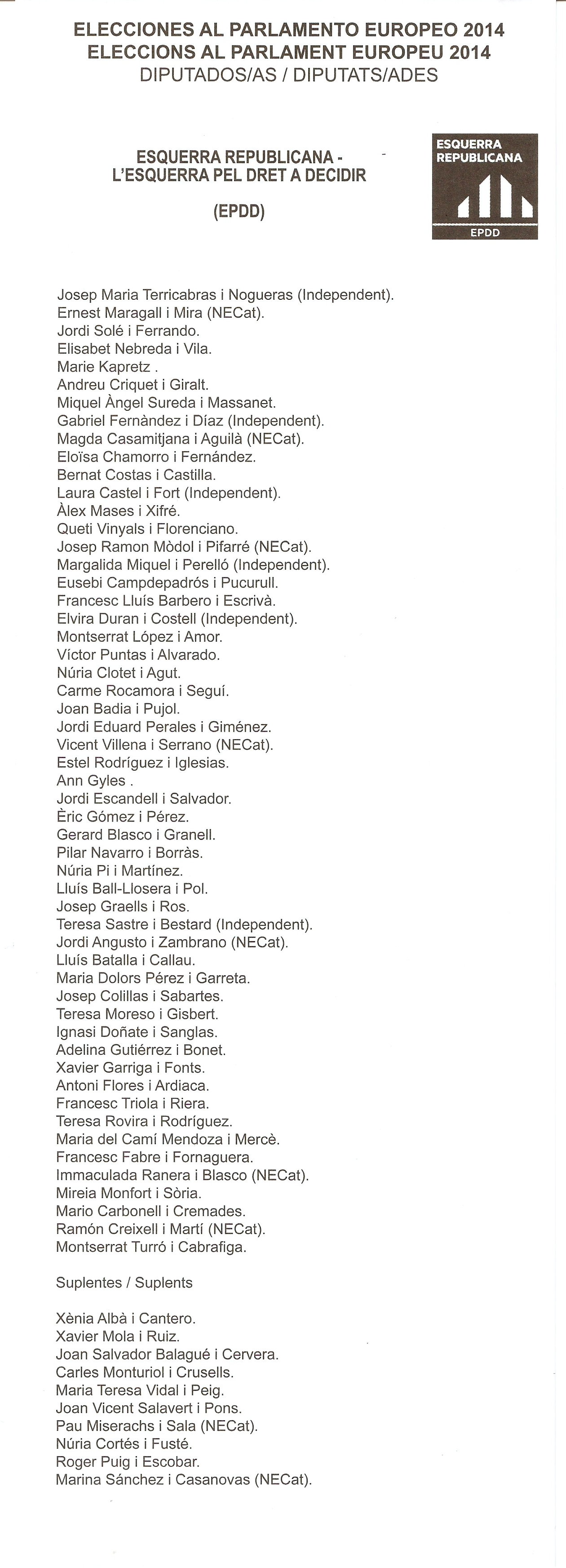
Candidatura completa en papeleta oficial.

La lista electoral la encabeza el filósofo y catedrático Josep Maria Terricabras, de Catalunya Sí, seguido de Ernest Maragall, de Nova Esquerra Catalana. A partir del puesto tres Esquerra tiene a sus candidatos Jordi Solé, Elisabet Nebreda y Marie Kapretz, mientras que Andreu Criquet, de las Joventuts d'Esquerra Republicana de Catalunya, ocupa el puesto seis y Gabriel Fernández, de Socialisme, Catalunya i Llibertat, ocupa el puesto ocho.
Además, la candidatura incluye los candidatos elegidos por las federaciones territoriales de Esquerra Republicana en las Islas Baleares, el primero de los cuales es Miquel Àngel Suredam en el séptimo puesto, y de la Comunidad Valenciana, elegidos por Esquerra Republicana del País Valencià, el primero de los cuales corresponde a Eloïsa Chamarro en el décimo puesto. La antigua militante de Unió Democràtica de Catalunya, Laura Castel, que abandonó su anterior partido en desacuerdo con la postura de la dirección en relación con el proceso independentista, ocupa el puesto duodécimo, como independiente.

### Lista electoral
Los diez primeros puestos de la candidatura están ocupados por:
1. Josep Maria Terricabras i Nogueras (independiente, vinculado a Catalunya Sí).
2. Ernest Maragall i Mira (NECat).
3. Jordi Solé i Ferrando (ERC).
4. Elisabet Nebreda i Vila (ERC).
5. Marie Kapretz (ERC).
6. Andreu Criquet i Giralt (ERC).
7. Miquel Àngel Sureda i Massanet (ERC).
8. Gabriel Fernàndez i Díaz (independiente, miembro de Socialisme, Catalunya i Llibertat).
9. Magda Casamitjana i Aguilà (NECat).
10. Eloïsa Chamorro i Fernández (ERPV).

### Denominación por territorio
Aunque la candidatura tiene como denominación Esquerra Republicana - L'Esquerra pel Dret a Decidir, en determinadas comunidades autónomas, tal como permite el artículo 222 de la Ley Orgánica de 5/1985, se presenta con una denominación diferente, aunque no cambia la composición ni el orden de la candidatura:
| Territorio           | Denominación en la papeleta |
| -------------------- | --- |
| Andalucía            | Esquerra Republicana - La Izquierda por el Derecho a Decidir (EPDD)                                                                  |
| Aragón               | Esquerra Republicana - L'Esquerra pel Dret a Decidir - A Cucha por o Dreito a Decidir - La Izquierda por el Derecho a Decidir (EPDD) |
| Asturias             | Esquerra Republicana - La Esquierda pol Derechu a Decidir - La Izquierda por el Derecho a Decidir (EPDD)                             |
| Canarias             | Esquerra Republicana - La Izquierda por el Derecho a Decidir (EPDD)                                                                  |
| Cantabria            | Esquerra Republicana - La Izquierda por el Derecho a Decidir (EPDD)                                                                  |
| Castilla-La Mancha   | Esquerra Republicana - La Izquierda por el Derecho a Decidir (EPDD)                                                                  |
| Castilla y León      | Esquerra Republicana - La Izquierda por el Derecho a Decidir (EPDD)                                                                  |
| Cataluña             | Esquerra Republicana - Nova Esquerra Catalana - Catalunya Sí - L'Esquerra pel Dret a Decidir (ERC-NeCat-EPDD)                        |
| Ceuta                | Esquerra Republicana - La Izquierda por el Derecho a Decidir (EPDD)                                                                  |
| Comunidad Valenciana | Esquerra Republicana - L'Esquerra pel Dret a Decidir (EPDD)                                                                          |
| Extremadura          | Esquerra Republicana - La Izquierda por el Derecho a Decidir (EPDD)                                                                  |
| Galicia              | Esquerra Republicana - A Esquerda polo Dereito a Decidir (EPDD)                                                                      |
| Islas Baleares       | Esquerra Republicana - L'Esquerra pel Dret a Decidir (EPDD)                                                                          |
| La Rioja             | Esquerra Republicana - La Izquierda por el Derecho a Decidir (EPDD)                                                                  |
| Madrid               | Esquerra Republicana - La Izquierda por el Derecho a Decidir (EPDD)                                                                  |
| Melilla              | Esquerra Republicana - La Izquierda por el Derecho a Decidir (EPDD)                                                                  |
| Murcia               | Esquerra Republicana - La Izquierda por el Derecho a Decidir (EPDD)                                                                  |
| Navarra              | Esquerra Republicana - Ezkerra Erabakitzeko Eskubidearen Alde - La Izquierda por el Derecho a Decidir (EPDD)                         |
| País Vasco           | Esquerra Republicana - Ezkerra Erabakitzeko Eskubidearen Alde - La Izquierda por el Derecho a Decidir (EPDD)                         |

## Campaña
L'Esquerra pel Dret a Decidir centró su campaña en la reivindicación independentista, bajo el lema Comencem el nou país. Ara, a Europa (Empecemos el nuevo país. Ahora, en Europa). Durante la campaña, el cabeza de lista, Josep Maria Terricabras, anunció que en caso de ser elegido eurodiputado, promovería la aprobación de una moción para que el Parlamento Europeo se pronunciase a favor del «derecho a decidir» antes de la fecha prevista para la celebración del referéndum de autodeterminación de Cataluña, el 9 de 2014. También expresó que en caso de que Cataluña se independizase y fuese excluida de la Unión Europea, podría ingresar en la EFTA. Otro factor considerado relevante por los comentaristas políticos tenía una trascendencia exclusivamente catalana y aludía a la posibilidad de que la lista promovida por ERC superase a la de CiU en Cataluña.
Por otra parte, la práctica totalidad de las encuestas presentadas durante la campaña le otorgaron representación. En la encuesta del Centro de Investigaciones Sociológicas, la candidatura obtuvo una estimación de voto del 3,7% y dos escaños. El cabeza de lista, Josep Maria Terricabras, resultó ser el cabeza de lista con mejor valoración.
El acto más polémico de la campaña fue el llevado a cabo el 18 de mayo de 2014, una semana antes de las elecciones, en el que participó el expresidente de la Generalidad de Cataluña, Pasqual Maragall, antiguo militante del PSC. Aunque su esposa declaró que Pasqual asistió al mitin para apoyar a su hermano Ernest, su asistencia recibió críticas debido al hecho de que Pasqual Maragall padece alzheimer.

## Resultados
Con el 100% de los votos escrutados, L'Esquerra pel Dret a Decidir obtuvo un 4,08% de los votos y 2 escaños. En Cataluña, con un 23,6% de los votos, sobrepasaron a CiU, que encabezaba en dicha comunidad la Coalición por Europa, que obtuvo un 21,8%. El expresidente Pasqual Maragall volvió a acompañar a la coalición independentista en la noche electoral.
| Territorio           | Votos   | %       | Posición |
| -------------------- | ------- | ------- | -------- |
| Andalucía            | 879     | 0,08 %  | < 10º    |
| Aragón               | 451     | 0,09 %  | < 10º    |
| Asturias             | 142     | 0,03 %  | < 10º    |
| Canarias             | 658     | 0,11 %  | < 10º    |
| Cantabria            | 99      | 0,04 %  | < 10º    |
| Castilla-La Mancha   | 238     | 0,03 %  | < 10º    |
| Castilla y León      | 418     | 0,04 %  | < 10º    |
| Cataluña             | 594 149 | 26,67 % | 1º       |
| Ceuta                | 10      | 0,06 %  | < 10º    |
| Comunidad Valenciana | 8092    | 0,46 %  | < 10º    |
| Extremadura          | 117     | 0,02 %  | < 10º    |
| Galicia              | 1054    | 0,10 %  | < 10º    |
| Islas Baleares       | 19 566  | 7,25 %  | 5º       |
| La Rioja             | 81      | 0,07 %  | < 10º    |
| Madrid               | 1718    | 0,07 %  | < 10º    |
| Melilla              | 4       | 0,02 %  | < 10º    |
| Murcia               | 201     | 0,04 %  | < 10º    |
| Navarra              | 393     | 0,18 %  | < 10º    |
| País Vasco           | 801     | 0,10 %  | < 10º    |
| España               | 629 071 | 4,02 %  | 7º       |